# Catalogue Tycho
Le catalogue Tycho est un catalogue d'étoiles résultant de la mission spatiale astrométrique Hipparcos diligentée par l'Agence spatiale européenne. Il existe deux versions du catalogue : Tycho-1 et Tycho-2. La dernière se distingue par une précision accrue grâce à des meilleures techniques de réduction de données et par un plus grand nombre d'étoiles listées.
Le catalogue Tycho-2 contient des mesures astrométriques et photométriques pour les 2 539 913 étoiles les plus brillantes du ciel :
- position dans le ciel,
- mouvement propre (déplacement sur le fond du ciel),
- magnitudes B et V.

Dans ce catalogue les noms sont dérivés de ceux du Guide Star Catalog et s'écrivent de la manière suivante : FFFF-NNNNN-C où FFFF est un numéro interne de région (celui du GSC), NNNNN un numéro d'ordre et C est un numéro de composante (le plus souvent 1).
par exemple : TYC 1981-1168-1 = GSC 01981-01168 = HD 97658